# إيزابيلا سكورابكو
إيزابيلا سكورابكو هي مغنية وعارضة وممثلة سويدية وبولندية، ولدت في 4 يونيو 1970 ببياويستوك في بولندا.

## أعمال

### أفلام
- (1995) العين الذهبية[6][7][8]
- (2002) عهد النار[9]

### مسلسلات
- إيلياس

## وصلات خارجية
- إيزابيلا سكورابكو على موقع IMDb (الإنجليزية)
- إيزابيلا سكورابكو على موقع ميتاكريتيك (الإنجليزية)
- إيزابيلا سكورابكو على موقع روتن توميتوز (الإنجليزية)
- إيزابيلا سكورابكو على موقع ألو سيني (الفرنسية)
- إيزابيلا سكورابكو على موقع ميوزك برينز (الإنجليزية)
- إيزابيلا سكورابكو على موقع أول موفي (الإنجليزية)
- إيزابيلا سكورابكو على موقع قاعدة بيانات الأفلام السويدية (السويدية)
- إيزابيلا سكورابكو على موقع إن إن دي بي (الإنجليزية)
- إيزابيلا سكورابكو على موقع أول ميوزيك (الإنجليزية)
- إيزابيلا سكورابكو على موقع ديسكوغز (الإنجليزية)